# معركة المراكب
معركة المراكب معركة نشبت في 24 أكتوبر 869 بالقرب من البصرة. كانت إحدى المعارك الرئيسية الأولى لثورة الزنج التي جرت بعد أقل من شهرين على اندلاع الثورة.
كانت المعركة تتويجا لعدة أسابيع من القتال بين المتمردين فيما يسمى ساحل الزنج والمدافعين المحليين في القرى والقنوات في جنوب العراق. نصب كمين للجيش الكبير من المتطوعين من مدينة البصرة التي شرعت في إخماد ما يسمى ساحل الزنج وهزمت من قبل المتمردين. قتل جميع جنود كتيبة البصرة جنبا إلى جنب مع عدد من المدنيين خلال القتال. كانت المعركة انتصارا كبيرا لساحل الزنج واضطرت حكومة الدولة العباسية للقيام بدور أكثر مباشرة في حملة ضد المتمردين.

## الخلفية
إن ثورة الزنج بدأت في أوائل سبتمبر 869 في منطقة جنوب العراق ويقودها علي بن محمد الذي قاد سابقا محاولات فاشلة ضد الحكومة في منطقة البحرين والبصرة. كان علي قادرا على جمع عدد كبير من الناس بسرعة لا سيما العبيد السود الذين كانوا يعملون في زراعة الأراضي في منطقة شط العرب الحديثة. بعد وقت قصير من إعلان التمرد انتشر الزنج في مناطق نهري دجلة وكارون وتقدموا نحو عدد من القرى في المنطقة. بعض القرى عقدت اتفاقات مع الزنج والبعض الآخر قاوم وتعرضوا للهجوم والنهب نتيجة لذلك.
في المراحل الأولى من الثورة كان يتم الدفاع عن المدن في جنوب العراق إلى حد كبير من خلال الحاميات المحلية والمتطوعين المحليين والعبيد وفي البداية لم تقم الحكومة المركزية في سامراء بالمساهمة في تعزيز القوات القليلة أو المعدومة أو لوقف ثورة الزنج. سرعان ما تم تنظيم ميليشيات تتألف من رجال البصرة والعبالة وغيرها من المدن لمحاربة الزنج في محاولة لحماية مجتمعهم وممتلكاتهم. على مدار أواخر سبتمبر وأوائل أكتوبر دخلت هذه الميليشيات في عدة معارك مع الزنج لكنها هزمت من قبل المتمردين. في الوقت نفسه واصلت قوات علي بن محمد النمو وبلغ عددها عدة الآلاف.

## تقدم الزنج نحو البصرة
بحلول منتصف أكتوبر جمع المتمردين ما يكفي من القوة لمحاولة الاستيلاء على البصرة. باقترابهم من جنوب شرق المدينة قام الزنج بمهاجمة فوجين يتكونان من القبائل العربية وميليشيات البصرة. قسم علي بن محمد قواته وأرسل علي بن أبان مع قوة كبيرة لمحاربة المجموعة الأولى بالقرب من قناة الرياحي في حين تم إيفاد محمد بن سالم لمحاربة الفوج الثاني في قرية الجعفرية. كلا قوات علي بن أبان ومحمد بن سالم التحما مع العدو واستطاعا تحقيق الانتصار. أجبروا الموالين للحكومة على التراجع وألحقوا إصابات عديدة فيهم.
تقدم علي بن محمد والزنج إلى المسطحات الملحية بالقرب من حي الجعفرية. في صباح يوم 22 أكتوبر جمع أتباعه وحذرهم من عدم القيام بهجوم سابق لأوانه على البصرة. على الرغم من ذلك فإن العديد من رجاله تقدموا بحماس لكنهم قوبلوا من قبل مجموعة كبيرة من البصريين. عند تلقي هذا الخبر أرسل علي تعزيزات وأقام معسكر بالقرب منهم. قام الجيش البصري بمهاجمة الزنج وبعد القليل من القتال العنيف استطاعوا أن يلحقوا بهم هزيمة قاسية. قتل العديد من الزنج من بينهم عدد من القادة وأجبر الباقي على الفرار. بعد انسحاب رجاله لم يعد علي بن محمد قادر على إعادة النظام وفقط تجنب بفارق ضئيل أن يلقى حتفه.
في أعقاب الهزيمة تراجع علي بن محمد إلى مكان يسمى المعلا على قناة الشيطان. هناك قام بعد قواته واتضح أن فقط خمس مائة من رجاله قد عادوا بينما هرب الباقون. مكث في المعلا خلال الليل وفي الصباح التالي تفقد القوات مرة أخرى ووجد أن أكثر من ألف رجل قد عادوا خلال الليل. بعد تأنيبه لواحد من رجاله الذي فشل في العودة فورا إلى المخيم فقد أرسل محمد بن سالم للتحدث إلى البصريين في محاولة لكسب التأييد فيما بينهم. كانت محاولة غير ناجحة. عندما بدأ محمد في التحدث إلى الحشد البصري المعادي قاموا في نهاية المطاف بمهاجمته وقتله.

## المعركة
بتشجيع من نجاحها ضد الزنج فقد نظم البصريون جيش جديد لمحاربة المتمردين مرة أخرى. القوة تتألف من رماة ومتطوعين من الفصائل المختلفة في المدينة. عين حماد الساجي البحار المخضرم لقيادة الحملة. تم تحميل الرماة على ثلاث عبارات نهرية واتجهوا نحو معسكر الزنج على قناة الشيطان في 24 أكتوبر. رافقهم عدد من القوارب جنبا إلى جنب مع مجموعة كبيرة من الناس الذين سافروا مشيا على الأقدام على طول ضفاف القناة. كان بعض الحشد مسلح والبعض الآخر كان غير مسلح وقصد المعركة لمشاهدتها.
استطاع الكشافة من رؤية الجيش البصري يتقدم بسرعة وعادوا إلى مخيم الزنج لإخبارهم. بعد أن علموا بهذا الوضع فقد نشر علي قواته معتزمين إقامة كمين للعدو. أرسل مفرزة تحت قيادة زريق وأبو الليث الإصبهاني على طول الضفة الشرقية لقناة الشيطان في حين تقدمت المجموعة الثانية تحت قيادة شبل بن سالم وحسين الهمامي على طول الضفة الغربية. وضعت القوات الباقية تحت قيادة علي بن أبان الذي أمر أن يواجه العدو بشكل مباشر. بقيت المفرزتين مختفيتين على طول ضفاف القناة وسمحوا للبصريين بالمرور من قبلهم. عندما اشتبكت قوات علي بن أبان مع العدو قامت المفرزتان بمهاجمة الجيش البصري من الخلف. أمر نساء الزنج بجمع الصخور وتزويدهم لقوات الزنج أثناء القتال.
سرعان ما ظهر الجيش البصري في الأفق أمام الزنج وبحجم كبير من القوة مما تسبب في ذعر في صفوف القوات الزنجية. رغم ذلك ظل الزنج على موقفهم بمحاربة العدو. تلقت قوات علي بن أبان أوامر بالامتناع عن مهاجمة الجيش البصري حتى اقترب العدو بما فيه الكفاية وبدأوا في التلويح بالسيوف عليهم. ظلوا في وضع القرفصاء عندما واجهوا الجيش البصري ثم اختبأوا وراء دروعهم عند اقترابهم.
عندما اقترب الجيش البصري بما فيه الكفاية إلى قوات علي بن أبان بدأ الزنج هجومهم. ثم برزت قوات علي بن أبان من مخابئهم وأسقطوا العدو من الخلف وقاموا بالهجوم بشكل عشوائي على الجنود المشاة والناس العزل على حد سواء. قاموا بالهجوم من جميع الجهات وسحق الجيش البصري تقريبا. تم قلب المراكب مما تسبب في غرق المقاتلين. حاول عدد من الرجال الوقوف على أرض الواقع ضد المهاجمين لكنهم سرعان ما هزموا وقتلوا. في مواجهة هجمة الزنج فإن الكثير من الناس على الشاطئ حاولوا الهرب ولكن إما قتلوا أو غرقوا. استمرت المعركة حتى أبيد الجيش البصري بأكمله ولم يتبق سوى عدد قليل الذين تمكنوا من الفرار.

## ما حدث بعد ذلك
بعد المعركة أمر علي بن محمد الزنج بجمع رؤوس القتلى. وضعوا الرؤوس في الواجهة وسمحوا لعائلات القتلى جمع رؤساء أقاربهم ثم تم وضع الرؤوس المتبقية على متن قارب وتركوا يسير نحو البصرة.
العديد من الزنج كانوا حريصين على متابعة انتصارهم ودعا علي بن محمد لتنظيم مسيرة في البصرة نفسها. ومع ذلك فإن علي رفض هذه النصيحة ونصح أتباعه أنه ينبغي بدلا من ذلك إجبار العدو على السعي بهم. ثم انسحبوا إلى منطقة آمنة وأمر رجاله ببناء أكواخ للمخيم. استأنف الزنج أنشطة الإغارة والهجوم على القرى المحيطة بهم وسرقة الممتلكات.
يقال أن أخبار المعركة أثار غضب كثير من المسلمين. قتل عدد كبير من الجيش البصري من بينهم بنو هاشم ومقاتلين مخضرمين. العديد من الشعراء ألقوا قصائد الشعر عن المعركة.
الطبري الذي كان معاصرا للتمرد يبدو أنه قد صدم من مذبحة البصريين. في سرده للثورة أشار في وقت سابق إلى أن علي بن محمد هو زعيم الزنج. في روايته عن المعركة تغيرت لهجته فجأة وأشار إليها بألقاب التحقير مثل البغيض وعدو الله والملعون.
أثبت الانتصار على البصريين أن الزنج كانوا أقوياء جدا بحيث لا يمكن هزمهم من قبل الأفواج المحلية والمتطوعين وحدهم. بعد المعركة توقف البصريين عن شن حملاتهم ضد المتمردين. قرر سكان البصرة القلقين الكتابة إلى الخليفة أبو إسحاق محمد المهتدي بالله في سامراء وحثه على إرسال القوات الحكومية إلى المنطقة. استجاب الخليفة من خلال إرسال جعلان التركي مع تعزيزات إلى منطقة البصرة وبالتالي توسيع مشاركة الحكومة المركزية في الجهود المبذولة لمكافحة الزنج.